# Вознесенский (Воронежская область)
Вознесенский — посёлок в Таловском районе Воронежской области России. Административный центр Вознесенского сельского поселения.

## История
Посёлок Вознесенский был основан в 1921 году переселенцами из села Козловка Бутурлиновского района.

## География
Посёлок находится на северо-востоке центральной части Воронежской области, в степной зоне, на расстоянии примерно 4 километров (по прямой) к юго-западу от рабочего посёлка Таловая, административного центра района. Абсолютная высота — 139 метров над уровнем моря.
Часовой пояс
Посёлок Вознесенский, как и вся Воронежская область, находится в часовой зоне МСК (московское время). Смещение применяемого времени относительно UTC составляет +3:00.

## Население
| 2010 |
| ---- |
| 587  |

Гендерный состав
По данным Всероссийской переписи населения 2010 года в гендерной структуре населения мужчины составляли 46,8 %, женщины — соответственно 53,2 %.
Национальный состав
Согласно результатам переписи 2002 года, в национальной структуре населения русские составляли 95 %.

## Инфраструктура
В посёлке функционируют средняя общеобразовательная школа, сельский дом культуры и отделение Почты России.

## Улицы
Уличная сеть посёлка состоит из трёх улиц.